# Escuela de Comunicaciones
La Escuela de Comunicaciones "Teniente General Julio Alberto Lagos" (Ec Com) es un instituto militar de perfeccionamiento del Ejército Argentino con asiento en Campo de Mayo.

## Historia
Surgió con la creación de las Escuelas de las Armas. Así, fue creada el 11 de octubre de 1924, por decreto del presidente Marcelo Torcuato de Alvear y el ministro de Guerra Agustín Pedro Justo, con la denominación Escuela y Tropas de Comunicaciones.
En 1939 se fusionó con el Centro de Instrucción de Ingenieros. Con la creación del Arma de Comunicaciones en 1944, por resolución superior del 13 de octubre de 1942 fue nuevamente creada la Escuela de Comunicaciones. Fue introducida una modificación, por decreto del 10 de diciembre de 1958, que constituyó el Centro de Instrucción de Comunicaciones, unificando la Escuela con un batallón del arma.
En la reestructuración del Ejército de 1964, fue reorganizada recobrando la denominación Escuela de Comunicaciones, con fecha 13 de noviembre.

## Actualidad
Actualmente mantiene su asiento de paz en Campo de Mayo y depende de la Dirección de Educación Operacional, Dirección General de Educación.